# Садовый (Третьяковский район)
Садо́вый — посёлок в Третьяковском районе Алтайского края России. Административный центр сельского поселения Садовый сельсовет.

## География
Расположен на левобережье реки Шапарихи, в 7 км к юго-западу от райцентра — села Староалейское. Ближайшая железнодорожная станция Третьяково находится в 18 км к югу от посёлка.

## Население
| 1997  | 1998  | 1999  | 2000  | 2001  | 2002  |
| ----- | ----- | ----- | ----- | ----- | ----- |
| 1037  | ↗1051 | ↗1084 | ↘1076 | ↗1099 | ↘1038 |
| 2003  | 2004  | 2005  | 2006  | 2007  | 2008  |
| ↗1049 | ↗1079 | ↘1032 | ↘989  | ↗1027 | ↘1011 |
| 2009  | 2010  | 2011  | 2012  | 2013  |       |
| ↘993  | ↘915  | ↘911  | ↗915  | ↘889  |       |

## Инфраструктура
Средняя общеобразовательная школа, Дом культуры, библиотека, медпункт, детский сад, филиал Сбербанка, почта, филиал Ростелеком.

## Экономика
Племсовхоз «Змеиногорский».